# Королюк, Иван Петрович
Иван Петрович Королюк (1895, Старая Збурьевка, Таврическая губерния — 9 мая 1944, Севастополь, Крымская АССР) — Гвардии красноармеец Рабоче-крестьянской Красной Армии, участник Великой Отечественной войны, Герой Советского Союза (1945).

## Биография
Иван Королюк родился в 1895 году в деревне Старая Збурьевка. После окончания начальной школы работал в колхозе. В ноябре 1943 года Королюк был призван на службу в Рабоче-крестьянскую Красную Армию и направлен на фронт Великой Отечественной войны. К весне 1944 года гвардии красноармеец Иван Королюк был снайпером 262-го гвардейского стрелкового полка 87-й гвардейской стрелковой дивизии 2-й гвардейской армии 4-го Украинского фронта. Отличился во время освобождения Крыма.
9 апреля 1944 года в районе села Армянск (ныне — посёлок в составе Красноперекопского городского совета), заменив собой выбывшего из строя командира отделения, Королюк поднял бойцов в атаку и прорвал немецкую оборону, уничтожив 12 солдат и офицеров, ещё 1 взяв в плен и около 40 заставив отступить. 10 апреля в бою Королюк лично уничтожил два вражеских пулемёта, а затем, переправившись через реку Чатарлык, уничтожил 15 солдат и офицеров. 11 апреля Королюк заменил собой выбывшего из строя пулемётчика. Несмотря на полученное ранение в руку, он продолжал вести огонь по противнику. 9 мая 1944 года Королюк погиб в уличных боях за Севастополь. Похоронен в селе Фруктовое Севастопольского городского совета Крыма.
Указом Президиума Верховного Совета СССР от 24 марта 1945 года за «мужество, отвагу и героизм, проявленные в борьбе с немецкими захватчиками» гвардии красноармеец Иван Королюк посмертно был удостоен высокого звания Героя Советского Союза. Также посмертно был награждён орденом Ленина.